# Альдама (Чиуауа)
Альдама (исп. Aldama) — муниципалитет в Мексике, штат Чиуауа с административным центром в городе Хуан-Альдама. Численность населения, по данным переписи 2010 года, составила 22 302 человека, а по статистическим подсчётам 2015 года — 24 761 человек.

## Общие сведения
Площадь муниципалитета равна 9216 км², что составляет 3,72 % от общей площади штата, а наивысшая точка — 1730 метров, расположена в поселении Сан-Николас.
Он граничит с другими муниципалитетами штата Чиуауа: на севере с Кояме-дель-Сотоль, на востоке с Охинагой, на юге с Хулимесом, Росалесом и Акилес-Серданом, а на западе с Чиуауа.

## Учреждение и состав
Муниципалитет был образован в 1825 году, название было дано 7 сентября 1826 года в честь революционера Хуана Альдамы.
В состав муниципалитета входят 190 населённых пунктов, самые крупные из которых:
| Код INEGI                  | Населённый пункт                                                                                    | Численность населения (2005 год) | Численность населения (2010 год) |
| -------------------------- | --------------------------------------------------------------------------------------------------- | -------------------------------- | -------------------------------- |
| 002                        | Всего                                                                                               | 19879                            | 22302                            |
| 0001                       | Хуан-Альдама (исп. Juan Aldama) 28°50′19″ с. ш. 105°54′40″ з. д. (административный центр)           | 16284                            | 18642                            |
| 0050                       | Ла-Меса (исп. La Mesa) 28°46′11″ с. ш. 105°58′05″ з. д.                                             | 668                              | 655                              |
| 0047                       | Макловио-Эррера (исп. Maclovio Herrera (Estación Falomir)) 29°03′50″ с. ш. 105°08′38″ з. д.         | 473                              | 454                              |
| 0532                       | Лас-Бомбас (исп. Colonia Menonita Las Bombas) 28°51′17″ с. ш. 104°47′19″ з. д.                      | 187                              | 318                              |
| 0098                       | Эмилиано-Сапата (Сан-Игнасио) (исп. Emiliano Zapata (San Ignacio)) 28°46′43″ с. ш. 105°49′13″ з. д. | 268                              | 206                              |
| —                          | Прочие                                                                                              | 1999                             | 2027                             |
| Названия на карте Генштаба | |                                  |                                  |

## Экономика
По статистическим данным 2000 года, работоспособное население занято по секторам экономики в следующих пропорциях: сельское хозяйство, скотоводство и рыбная ловля — 22,8 %, промышленность и строительство — 40,1 %, сфера обслуживания и туризма — 33,1 %, прочее — 4,1 %.

## Инфраструктура
По статистическим данным 2010 года, инфраструктура развита следующим образом:
- электрификация: 99,6 %;
- водоснабжение: 99,1 %;
- водоотведение: 98,9 %.

## Фотографии

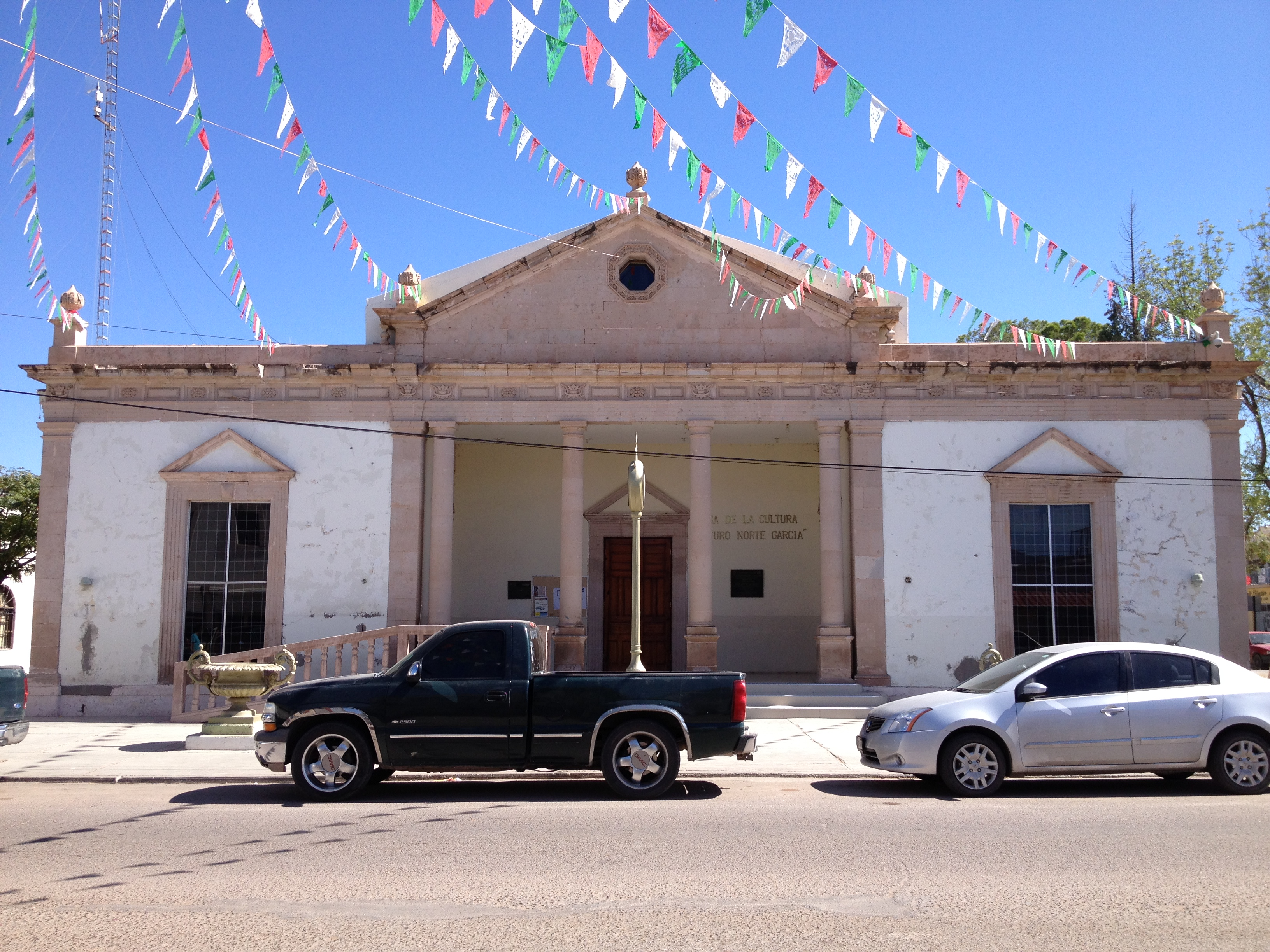
Культурный центр в Хуан-Альдаме
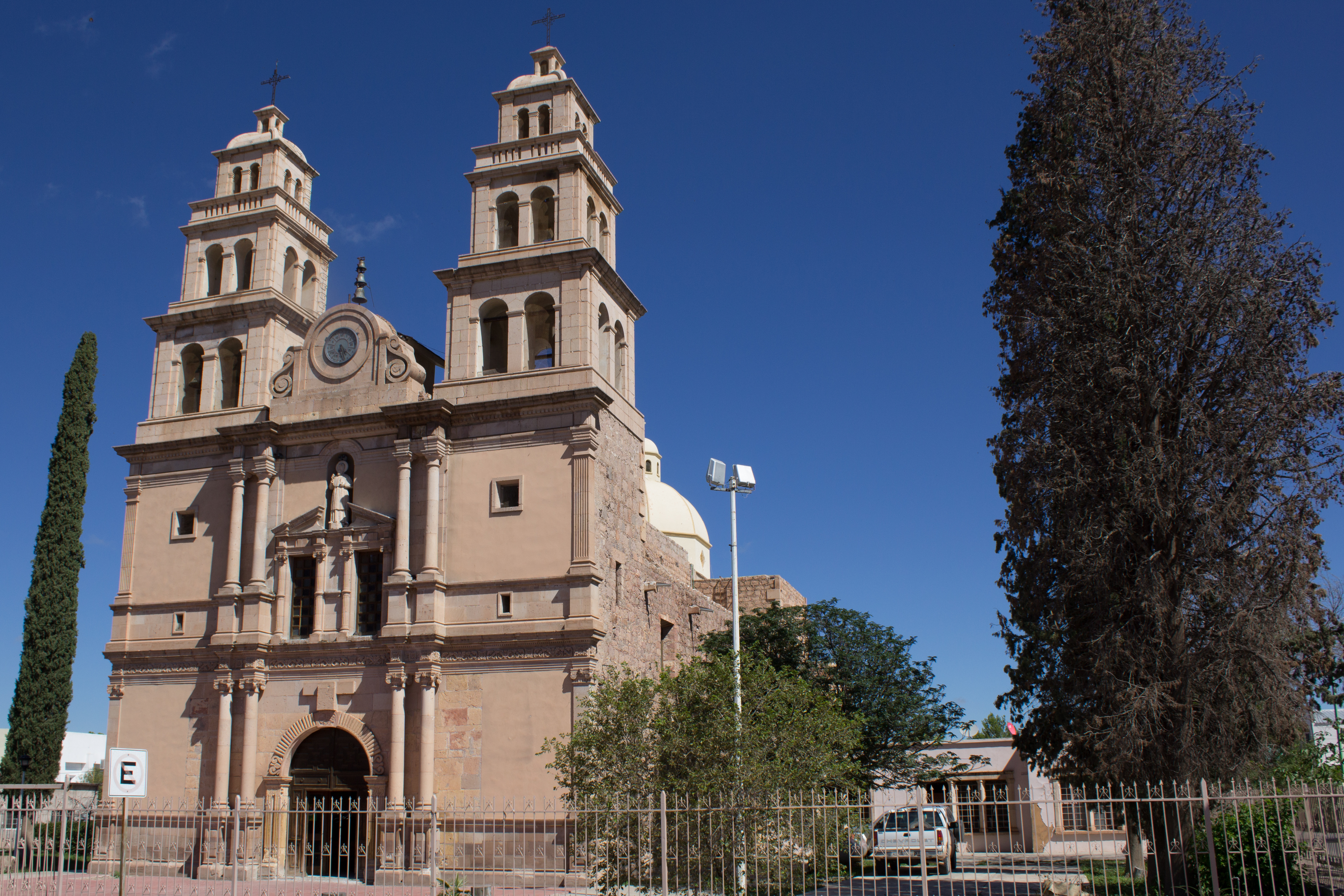
Церковь Сан-Херонимо в Хуан-Альдаме
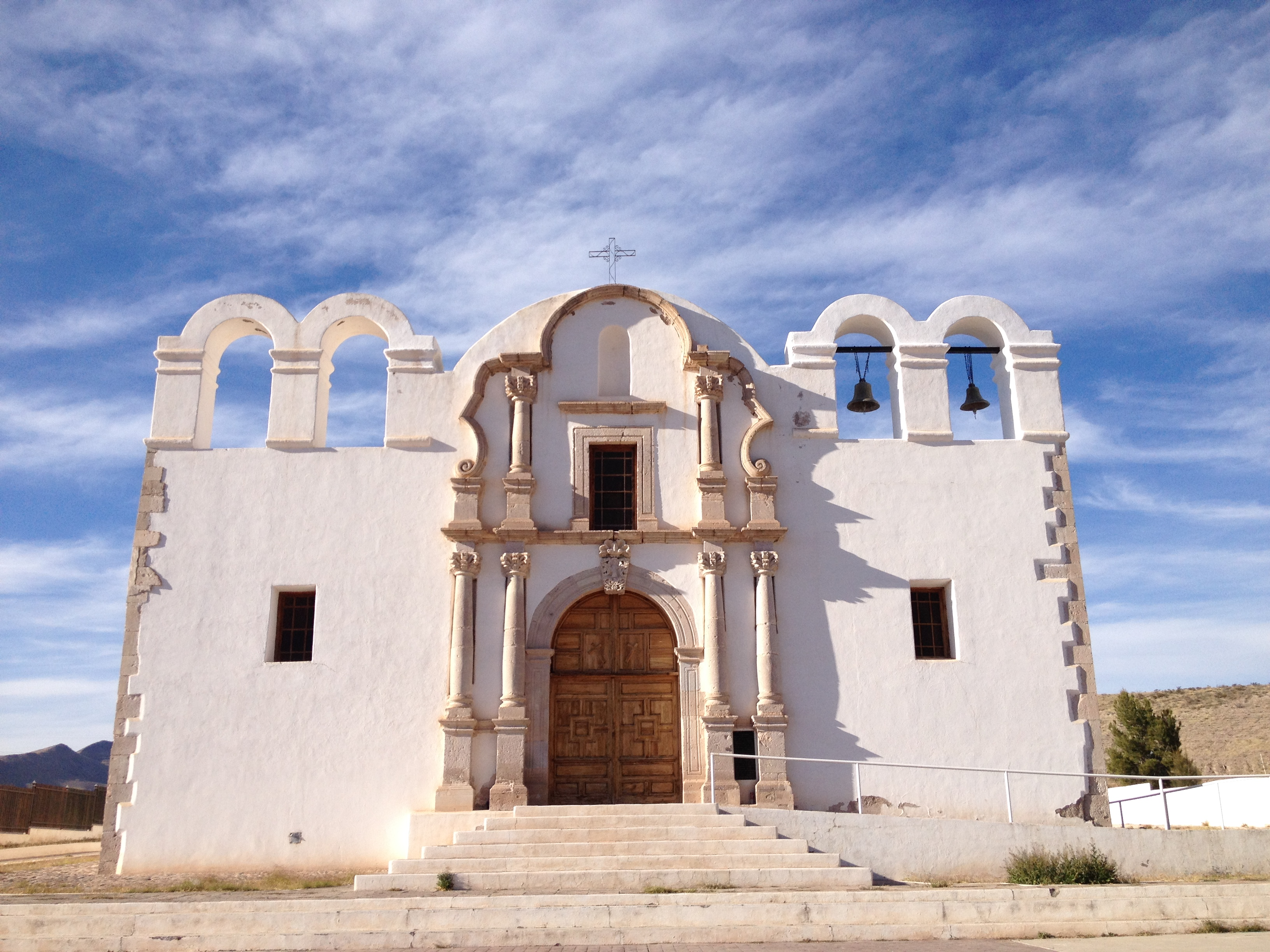
Церковь Святой Анны в заповеднике «Лес Альдамы»